# وویچیخ اسکالموفسکی
وویچیخ اسکالموفسکی (به لهستانی: Wojciech Skalmowski) نویسنده، شرق‌شناس و زبان‌شناس اهل لهستان بود که در زمینهٔ زبان‌های ایرانی مطالعاتی داشته‌است. وی در ۲۴ ژوئن ۱۹۳۳ در پوزنان زاده‌شد و در ۱۸ ژوئیه ۲۰۰۸ در بروکسل درگذشت.